# Józefin (gmina Rejowiec Fabryczny)
Józefin – wieś w Polsce położona w województwie lubelskim, w powiecie chełmskim, w gminie Rejowiec Fabryczny.
W latach 1975–1998 miejscowość należała administracyjnie do województwa chełmskiego. 
Wieś jest sołectwem w gminie Rejowiec Fabryczny. Według Narodowego Spisu Powszechnego (III 2011 r.) liczyła 143 mieszkańców i była jedenastą co do wielkości miejscowością gminy.